# Melicope richii
Melicope richii är en vinruteväxtart som först beskrevs av Asa Gray, och fick sitt nu gällande namn av Thomas Gordon Hartley. Melicope richii ingår i släktet Melicope och familjen vinruteväxter. Inga underarter finns listade i Catalogue of Life.